# Lamin F. M. Conta
Lamin F. M. Conta ist ein gambischer Politiker.

## Leben
| Parlamentswahl | Stimmen | Stimmanteil |
| -------------- | ------- | ----------- |
| 2017           | 5.494   | 49,50 %     |

Lamin F. M. Conta trat bei der Wahl zum Parlament 2017 als Kandidat der United Democratic Party (UDP) im Wahlkreis Kombo East in der West Coast Administrative Region an. Mit 49,50 % konnte er den Wahlkreis vor Tairu E. B. Badjie (APRC) für sich gewinnen. Ab 2020 gehörte er dem Öffentlichen Petitionsausschuss (Public Petition Committee) des Parlaments an.
Bei den Parlamentswahlen 2022 trat Conta nicht mehr an, den Wahlkreis gewann der UDP-Kandidat Abdou Sowe (* 1977).